# Astraea aureomarginata
Astraea aureomarginata là một loài thực vật có hoa trong họ Đại kích. Loài này được (Chodat & Hassl.) P.E.Berry mô tả khoa học đầu tiên năm 2007.